# Charles Desnoyer
Charles Desnoyer, oppure Louis-François-Charles Desnoyer (Parigi, 6 aprile 1806 – Parigi, 6 febbraio 1858), è stato un attore teatrale, commediografo e direttore teatrale francese.

## Biografia
Desnoyer, nonostante la non lunga carriera a causa della morte prematura, fece in tempo, oltre che a svolgere l'attività di interprete per una ventina di anni in numerosi teatri, e a dirigere il Gymnase, la Comédie-Française, l'Ambigu-Comique, anche a scrivere cento commedie, quasi sempre in collaborazione, molte autointerpretandole.
Debuttò come attore e autore nel 1827 in un vaudeville intitolato Je serai comédien.
Scrisse numerose opere teatrali, commedie, drammi e melodrammi, per teatri di boulevard in collaborazione con altri autori come Eugène Nus, Léon Beauvallet o Adolphe d'Ennery.
Direttore generale della Gymnase poi della Comédie-Française dal 1841 al 1847, nel maggio 1852 assunse la direzione dell'Ambigu-Comique.
Le sue opere ottennero un buon successo, anche se non si allontanarono troppo dalla produzione contemporanea, e affrontarono tutti i generi del cosiddetto boulevard, dal più tragico al più comico.
Scrisse le sue opere anche utilizzando lo pseudonimo di Anatole de Beaulieu.
Per annunciare la sua morte, le seguenti righe furono scritte su La Presse:
«Il signor Charles Desnoyer, direttore del teatro e drammaturgo Ambigu-Comique, è mancato nella notte da venerdì a sabato scorso, a causa di un colpo devastante. Il suo funerale si è svolto oggi domenica. A seguito di questa spiacevole e improvvisa morte, il teatro Ambigu, la cui direzione diventa vacante, è stato sospeso da ieri».

## Opere
- 1825: L'Amour et la Guerre, vaudeville in un atto con Charles Varin e Étienne Arago;[4]
- 1826: Je serai comédien, commedia in un atto;
- 1828: L'Homme entre deux âges, commedia in un atto con Louis Marie Fontan;
- 1828: Le Papier timbré, commedia in un atto;
- 1829: Gillette de Narbonne ou le Mari malgré lui, commedia vaudeville in tre atti con Jean-Joseph Ader e Fontan;
- 1829: Le Ménage du maçon ou les Mauvaises Connaissances, dramma con Dubois-Devesnes;
- 1829: Le Séducteur et son élève, dramma in due atti;
- 1830: André le chansonnier, dramma in due atti con Fontan;
- 1830: La Leçon de dessin ou Mon ami Polycarpe, commedia in un atto con Dubois-Davesnes;
- 1831: Casimir ou le Premier Tête-à-tête, opéra-comique in due atti, musica con Adolphe Adam;
- 1831: Le Faubourien, commedia-vaudeville in un atto;
- 1831: Le Voyage de la Liberté, dramma in quattro atti con Fontan;
- 1832: Les Chemins de fer, vaudeville in un atto con Arago e Maurice Alhoy;
- 1832: Le Russe ou un Conseil de guerre, épisode de novembre 1831, dramma in due atti con Jules-Édouard Alboize de Pujol;[5]
- 1832: L'Île d'amour, dramma in tre atti con Pujol;
- 1832: La Vengeance italienne ou le Français à Florence, commedia-vaudeville con Charles-Gaspard Delestre-Poirson e Eugène Scribe;
- 1832: Voltaire et Madame de Pompadour, commedia in tre atti con Jean-Baptiste-Pierre Lafitte;
- 1832: Le Naufrage de la Méduse, dramma in cinque atti con Adolphe d'Ennery;
- 1833: Le Souper du mari, opéra-comique in un atto con Hippolyte Cogniard, musica di Guillaume Despréaux;
- 1833: Le Mariage par ordre, dramma-vaudeville in due atti con Pujol;
- 1834: Caravage (1599), dramma in tre atti con Pujol;
- 1834: Le Facteur ou la Justice des hommes, dramma in cinque atti di Charles Potier e Auguste-Louis-Désiré Boulé;
- 1834: Tout chemin mène à Rome, commedia-vaudeville in un atto con Lafitte;
- 1834: Un soufflet, commedia-vaudeville in un atto con d'Ennery;
- 1835: La Femme du voisin, commedia-vaudeville in un atto;
- 1835: Zazezizozu, vaudeville in cinque atti;
- 1835: Marguerite de Quélus, dramma in tre atti con Paul Foucher e Alexandre de Lavergne;
- 1835: La Traite des Noirs, dramma in cinque atti con Pujol;
- 1835: L'Ombre du mari, commedia-vaudeville in un atto con Agénor Altaroche;;
- 1835: Chérubin ou le Page de Napoléon, commedia-vaudeville in due atti con Adrien Payn e Adrien Delaville;
- 1836: Madeleine la sabotière, commedia-vaudeville in due atti con Jean-François Bayard e Lafitte;
- 1836: La Folle, dramma in tre atti;
- 1836: Vaugelas ou le Ménage d'un savant, commedia-vaudeville in un atto;
- 1836: Valérie mariée, ou Aveugle et Jalouse, dramma in tre atti con Lafitte;
- 1836: Le Puits de Champvert ou l'Ouvrier lyonnais, dramma in tre atti;

- Pierre le Grand, dramma in cinque atti con Hippolyte Auger, 1836;
- Je suis fou, commedia-vaudeville in un atto con Foucher, 1836;
- L'Épée de mon père, commedia-vaudeville in un atto, 1836;
- La Nouvelle Héloïse, dramma in tre atti con Charles Labie, 1837;
- Paul et Julien, ou les Deux Vocations, commedia-vaudeville in due atti, 1837;
- Le Petit Chapeau ou le Rêve d'un soldat, dramma in sei atti, 1837;
- Le Bouquet de bal, commedia in un atto, 1837;
- L'Ombre de Nicolet ou De plus fort en plus fort !, vaudeville in un atto con Labie, 1837;
- Rita l'espagnole, dramma in quattro atti con Boulé, Jules Chabot de Bouin e Eugène Sue, 1837;
- Diane de Poitiers ou Deux fous et un roi, dramma in tre atti con Hippolyte Rimbaut, 1837;
- Valérie mariée, ou Aveugle et Jalouse, dramma in cinque atti con Lafitte, 1837;
- La boulangère a des écus, commedia-vaudeville in due atti con Gabriel de Lurieu e Emmanuel Théaulon, 1838;
- La Maîtresse d'un ami, commedia-vaudeville in un atto con Chabot de Bouin, 1838;
- Alix ou les Deux Mères, dramma in cinque atti con Alphonse Brot, 1838;
- Le Général et le Jésuite, dramma in cinque atti, 1838;
- Richard Savage, dramma in cinque atti, 1838;
- Les Filles de l'enfer, dramma in quattro atti con Charles Dupeuty, 1839;
- La Branche de chêne, dramma in cinque atti con Charles Lafont, 1839;
- Ralph le bandit ou les Souterrains de Saint-Norbert, melodramma in cinque atti, 1840;
- Aubray le médecin, melodramma in tre atti con Bernard Lopez, 1840;
- Le Tremblement de terre de la Martinique, dramma in cinque atti con Lafont, 1840;
- Le Débutant, ou l'Amour et la Comédie, commedia in un atto, 1841;
- Le Marchand d'habits, dramma in cinque atti con Potier, 1841;
- La Vie d'un comédien, commedia in quattro atti con Eugène Labat, 1841;
- La Mère de la débutante ou Je serai comédienne, commedia in due atti, 1841;
- La Caisse d'épargne, commedia-vaudeville in tre atti, 1842;
- Une jeunesse orageuse, commedia in due atti con Louis Bergeron, 1842
- La Plaine de Grenelle, 1812, dramma in cinque atti con Hippolyte Leroux, 1842
- 6000 francs de récompense, dramma in cinque atti, 1843;
- Sur les toits, vaudeville in un atto con Charles Foliguet, 1843;
- La Chambre verte, commedia in due atti con Foliguet, 1843.